# Sarahs Schlüssel
Sarahs Schlüssel (Originaltitel:  Elle s’appelait Sarah, deutsch Sie hieß Sarah) ist ein französisch-britisches Kriegsdrama mit Kristin Scott Thomas und Mélusine Mayance in den Hauptrollen, Regie führte Gilles Paquet-Brenner. Das Drehbuch beruht auf dem gleichnamigen Roman (2006) der Schriftstellerin und Journalistin Tatiana de Rosnay.

## Handlung
Der Film spielt abwechselnd in den Jahren 1942 und 2009. Er pendelt vor dem Hintergrund des Schicksals der Juden in dem von Deutschland besetzten Frankreich im Zweiten Weltkrieg (siehe auch Rafle du Vélodrome d’Hiver) zwischen Vergangenheit und Gegenwart.
Die zehn Jahre alte Sarah wird am 16. Juli 1942 im Zuge der Judendeportationen mit ihren Eltern ins Wintervelodrom (Vélodrome d’Hiver) gebracht. Zuvor kann sie noch ihren Bruder Michel im Wandschrank des Schlafzimmers verstecken, in dem sie ihn einschließt. Ihre Eltern werden nach Auschwitz deportiert. Sarah, die mit ihrer Freundin Rachel (die kurz darauf stirbt) dem Lager entkommen kann, findet Aufnahme auf dem Lande bei dem Ehepaar Dufaure, das sie wie ihre Enkelin aufzieht. Mit der Hilfe der beiden kann Sarah, die den Schlüssel zum Wandschrank immer bei sich trägt, nach Paris in die elterliche Wohnung zurück, um ihren Bruder aus dem Versteck zu holen. Dabei macht sie die grausige Entdeckung, dass Michel in seinem Versteck gestorben ist. Sarah gibt sich dafür die Schuld und ist zeitlebens in tiefer Trauer gefangen. Nach dem Krieg wandert sie in die USA aus, heiratet einen italienischstämmigen Amerikaner in Brooklyn und bekommt einen Sohn, William. Die Gewissensbisse wegen des toten Bruders und der Verlust ihrer im KZ umgekommenen Familie stürzen sie in Depressionen, und sie nimmt sich 1966 das Leben. Ihrem damals neunjährigen Sohn wird erzählt, dass sie einen Autounfall gehabt habe.
In dem anderen Handlungsstrang recherchiert die US-amerikanische Journalistin Julia Jarmond in Paris die Judendeportationen in Frankreich und die Kollaboration der französischen Bevölkerung. Sie stößt dabei auf die Geschichte von Sarah, denn ihre französischen Schwiegereltern (die Tezacs) wohnen in der ehemaligen Wohnung von Sarahs Eltern im Marais. Nach der Deportation der jüdischen Vorbesitzer war ihr Schwiegervater als Kind dort eingezogen, und die Wohnung fiel in den Besitz der Tezacs. Julias Mann, ein Architekt, will sie als gemeinsame Wohnung herrichten. Julia recherchiert Sarahs Geschichte und findet auch Sarahs Sohn in Italien, der aber von der Vergangenheit seiner Mutter nichts weiß und von dem, was die Journalistin ausgegraben hat, nichts wissen will. Sarah hatte von dessen erster Lebensminute an jede Verbindung ihres Sohnes mit dem Judentum vermieden, um ihn zu schützen. Schließlich werden Julias Recherchen der Geschichte Sarahs aber von seinem sterbenden Vater bestätigt.
Julia selbst ist schwanger und lässt sich von ihrem Mann, der neben der fast erwachsenen Tochter Zoé kein zweites Kind will, beinahe zu einem Schwangerschaftsabbruch überreden, entscheidet sich jedoch in letzter Minute um. Sie trennt sich von ihm und zieht nach New York, wo sie eine Tochter bekommt. Der Film endet mit einem Treffen zwischen William und Julia in New York. William fragt das kleine Mädchen nach dem Namen und erhält zunächst die Antwort „Lucie“ – doch dies ist nur der Name des Kuscheltiers. Tatsächlich hat Julia ihre Tochter „Sarah“ genannt.

## Produktion und Veröffentlichung
Drehorte waren verschiedene Örtlichkeiten in Frankreich, New York und in Florenz.

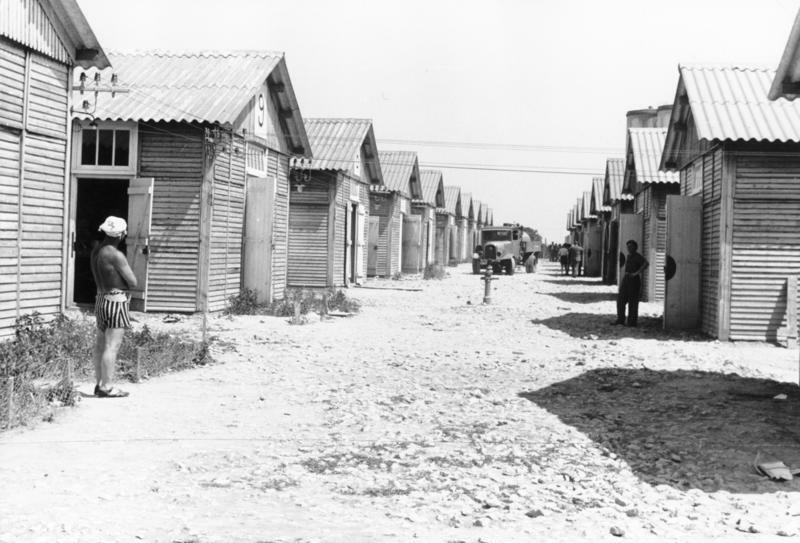
Transitlager Beaune-la-Rolande, Lagerstraße, 1941

Spielorte in Frankreich waren u. a. das Mémorial de la Shoah und die Rue Nelaton in Paris. Das Wintervelodrom (Le Vel’ d’Hiv’) in der Rue Nelaton, in dem die Pariser Juden 1942 vor ihrem Transport in die Vernichtungslager zusammengepfercht wurden, wurde auf dem Gelände des Vélodrome Jacques-Anquetil im Bois de Vincennes teilweise rekonstruiert. Am Dreh nahmen rund 300 Komparsen teil. Teile des Transitlagers Beaune-la-Rolande wurden für den Film in Perdreauville in der Ile-de-France rekonstruiert.
Die Filmmusik komponierte Max Richter. Die Musik wurde in Berlin vom Babelsberg Studio Orchestra unter der Leitung des Komponisten aufgenommen, Solisten: Saori Tomodokoro  (Piano) und Elissa Lee (Violine). Ergänzt wurde Richters Filmmusik durch La Java Bleu von Vincent Scotto, Moonlight Magic  von Alan Moorhouse, A different kind of love von Dick Walter, Easy Swing von Loren Wilfong und Oif’n veg shtait ah boim von Sarah Ber. 2011 veröffentlichte Milan Records ein Album mit der Filmmusik.
Die Autorin des Romans, Tatiana de Rosnay, hat einen Cameo-Auftritt im Restaurant während des Gesprächs zwischen Julia und ihrem Ehemann.
Der französische Journalist und Regisseur Antoine de Maximy hat mit einer Handkamera ein Making of über die Produktion des Films gedreht, das am 2. September 2009 im Französischen Fernsehen gezeigt wurde.
Ausschnitte aus dem Film, wie Interviews mit dem Regisseur, mit Tatiana de Rosnay, Mélusine Mayance und Niels Arestrup sind Teil des Bonusmaterials der von EuroVideo veröffentlichten DVD.
Der Film hatte beim Toronto International Film Festival am 16. September 2010 Premiere und kam im Oktober desselben Jahres in die französischen Kinos. Er lief 2011 in den Kinos der USA und in England unter dem Titel Sarah’s Key an. Im englischsprachigen Raum wurde er unter anderem von den Weinstein-Brüdern vertrieben.

## Kritiken
Jörg Taszman vom Deutschlandfunk nennt den Film „intelligent und beeindruckend“ und schließt seine Filmkritik mit dem Kommentar:
„Die Stärke dieses bewegenden Films liegt in seiner zurückhaltenden Inszenierung. Kristin Scott Thomas als Julia ist eine starke Hauptdarstellerin, die ebenso Strenge wie auch Emotionalität verkörpert. „Sarahs Schlüssel“ wird so zu einem Film, der schmerzt, dabei jedoch zu den intelligentesten und beeindruckenden Spielfilmen gehört, die den Opfern wie den traumatisierten Überlebenden ihre Würde und ihre Geschichte zurückgeben.“
Birgit Roschy von der Zeit geht in ihrer Kritik auf die grundsätzliche Problematik von Holocaust-Filmen ein, nämlich wie man die abstrakten Opferzahlen veranschaulichen könne, ohne die dahinter stehenden Schicksale zu trivialisieren. Sie vermisst in dem Film  allerdings, dass das eigentlich „brennende Thema“ aus dem Blick geraten sein, d. h. das Tabu der Kollaboration, oder der Profit, den die französischen Nachbarn aus der Judenverfolgung gezogen habe, und merkt dann an: „Eindringlich ist der Film vor allem in seinen Sarah-Szenen, wenn die Grauzonen menschlichen Verhaltens zwischen Kollaboration, Mitläufertum und Wegschauen ausgeleuchtet werden“. Zur schauspielerischen Leistung von Kristin Scott-Thomas schreibt sie: „Mit schlafwandlerischer Trittsicherheit meistert sie alle sentimentalen Klippen und lässt fast vergessen, dass Julies obsessive Beschäftigung mit Sarah etwas Vampirisches hat.“

## Auszeichnungen
Hauptdarstellerin Kristin Scott Thomas, die fließend Französisch spricht, gewann für ihre Rolle den Prix Lumières und war 2011 für den César als beste Hauptdarstellerin nominiert. Regisseur Gilles Paquet-Brenner erhielt auf dem Tokyo International Film Festival den Regie- und Publikumspreis.